# مایا آنجلو
مایا اَنجلو (به انگلیسی: Maya Angelou)‏ (تلفظ انگلیسی: ‎i‎/ˈmaɪ.ə ˈændʒəloʊ/‎) (زادهٔ ۴ آوریل ۱۹۲۸ در سنت لوئیس میزوری - درگذشته ۲۸ می ۲۰۱۴) شاعر، خواننده، خاطره‌نویس، بازیگر و فعال حقوق مدنی اهل آمریکا بود. او هفت زندگی‌نامه از خود منتشر کرد، سه کتاب از مجموعه مقالات او چاپ شد، چندین کتاب شعر بیرون داد و با فهرستی از نمایشنامه‌ها، فیلم‌ها و نمایش‌های تلویزیونی که طی بیش از ۵۰ سال تألیف آنها به طول انجامیده بود، اعتبار خاصی کسب کرد. او چندین جوایز معتبر و بیش از ۵۰ مدرک افتخاری دریافت کرد. آنجلو بیشتر برای سری هفتگانه زندگینامه‌هایش شناخته شده‌است که بیشتر بر دوران کودکی و تجربیات اولیه او متمرکز است. اولین کتاب این سری «می‌دانم چرا پرنده درون قفس می‌خواند» (۱۹۶۹) از زندگی او تا سن ۱۷ سالگی می‌گوید و برای او تحسین و شهرت بین‌المللی به ارمغان آورد.

## زندگی
مایا آنجلو که در خانواده‌ای فقیر سیاهپوست به دنیا آمد و دوران کودکی و نوجوانی بسیار سختی را گذراند، پس از انتشار کتاب خاطراتش با عنوان «می‌دانم چرا پرنده در قفس می‌خواند» در سال ۱۹۶۹ به شهرت رسید.
کتاب «می‌دانم چرا پرنده درون قفس می‌خواند» نامزد دریافت جایزه ملی کتاب شد و تایم آن را به عنوان یکی از ۱۰۰ کتاب غیرداستانی دنیای ادبیات انتخاب کرد. این کتاب روایتی انقلابی از وضعیت زنان جوان سیاه‌پوست در آمریکا بود.
مایا آنجلو در ۲۸ می ۲۰۱۴ در سن ۸۶ سالگی در وینستون-سیلم در ایالت کارولینای شمالی درگذشت.

## نوشته‌ها
مایا به خاطر کتاب‌های هفتگانه زندگی‌نامه‌اش که شامل شرح حال خودش از کودکی تا بزرگسالی است بسیار مشهور است و همین باعث شد که مورد توجه کشورهای جهان قرار گیرد.
- می‌دانم چرا پرنده در قفس می‌خواند (۱۹۶۹): از خردسالی تا سن ۱۷ سالگی ۱۹۴۴
- جرعه‌ای آب خنک به من دهید، دارم می‌میرم (۱۹۷۱)
- به نام من خودت را جمع‌وجور کن (۱۹۷۴): ۱۹۴۴–۱۹۴۸
- آواز می‌خوانیم و مثل کریسمس متبرک می‌شویم (۱۹۷۶): ۱۹۴۹–۱۹۵۵
- قلب یک زن (۱۹۸۱): ۱۹۵۷–۱۹۶۲
- کودکان همه بندگان خدا باید کفش سفر بپوشند (۱۹۸۶): ۱۹۶۲–۱۹۶۵
- آهنگی که به بهشت پرتاب شد (۲۰۰۲): ۱۹۶۵–۱۹۶۸
- مادر و من و مادر

## افتخارات

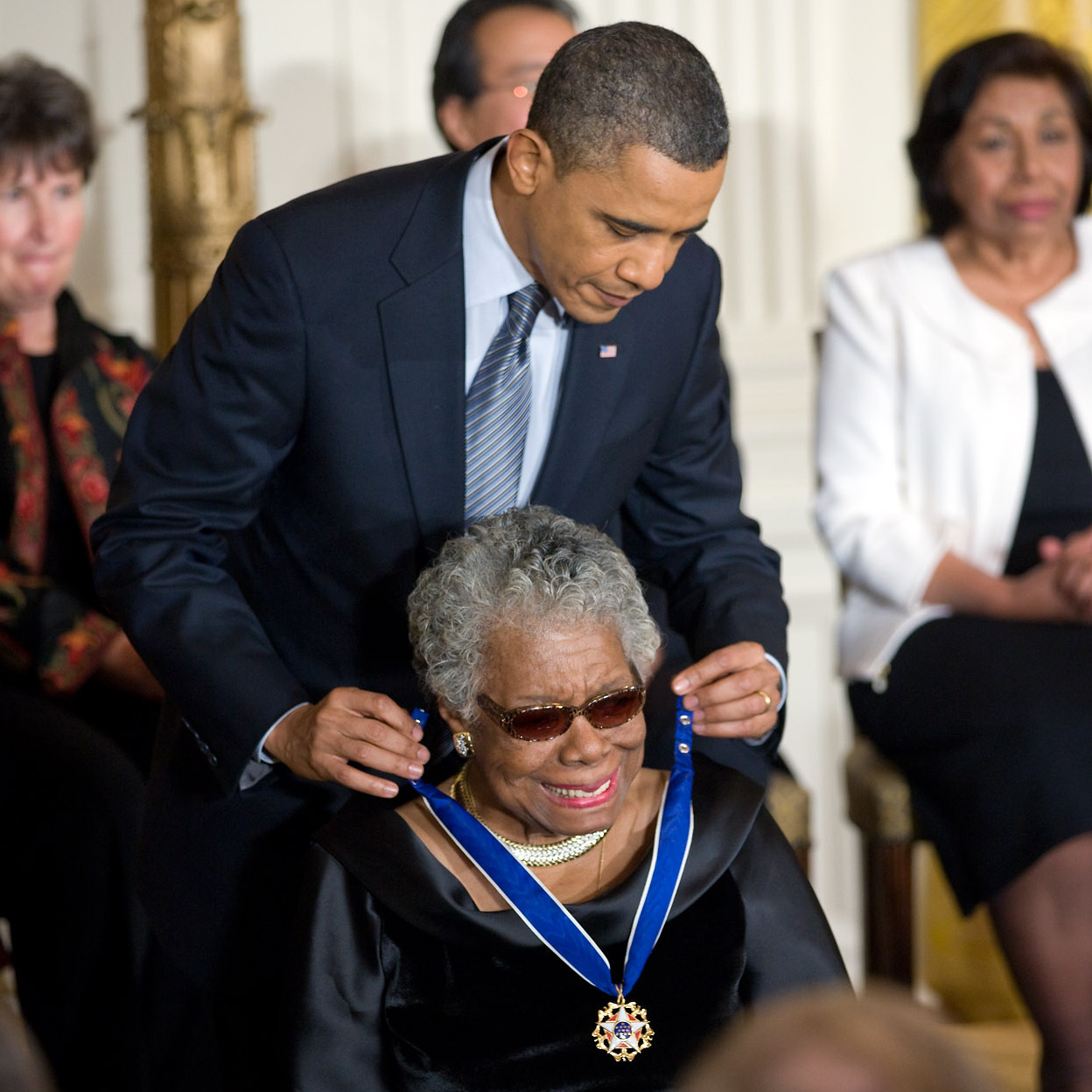
باراک اوباما رئیس‌جمهور آمریکا به آنجلو نشان افتخار آزادی رئیس‌جمهوری را اعطا می‌کند، ۲۰۱۱

آنجلو از دانشگاه‌ها، سازمان‌های ادبی، آژانس‌های دولتی و گروه‌های ویژه مختلف افتخارات و جوایزی کسب کرد. افتخارات او شامل نامزدی جایزه پولیتزر در سال ۱۹۷۰ و در سن ۴۷ سالگی برای کتاب مجموعهٔ شعرش با عنوان «پیش از این که بمیرم به من یک لیوان آب خنک بده» بود و همچنین نامزدی جایزه تونی برای بازی در «نگاه به دور» در سال ۱۹۷۳ و سه جایزه گرمی برای آلبوم‌های سخنانش را شامل می‌شود. او در دو کمیته ریاست جمهوری آمریکا خدمت کرد و در سال ۱۹۹۴ مدال اسپینگارن، در سال ۲۰۰۰ مدال ملی هنر، در سال ۲۰۱۱ نشان افتخار آزادی رئیس‌جمهوری به او اهدا شد. آنجلو بیش از پنجاه درجه افتخاری کسب کرد.